# Jadwiga Osuch
Jadwiga Osuch (ur. 30 września 1927 – zm. 8 czerwca 2007) – polski lekarz, doktor nauk medycznych, wieloletni adiunkt Kliniki Otolaryngologii i nauczyciel akademicki I Wydziału Lekarskiego Akademii Medycznej w Warszawie. Odznaczona Krzyżem Kawalerskim Orderu Odrodzenia Polski. Córką Jadwigi Osuch jest doktor habilitowana nauk medycznych Ewa Osuch-Wójcikiewicz. 